# Васильчикова, Вера Петровна
Ве́ра Петро́вна Васи́льчикова (урождённая Прота́сова; 1780 — 2 октября 1814) — фрейлина, первая супруга генерала Иллариона Васильевича Васильчикова. Кавалерственная дама Ордена Святой Екатерины (1814).

## Биография
Вера Петровна Протасова была одной из дочерей сенатора и калужского губернатора Петра Степановича Протасова (1730—1791) и его супруги Александры Ивановны, урождённой Протасовой (1750—1782).
В раннем детстве лишилась родителей и вместе с сёстрами Александрой, Екатериной, Варварой и Анной оказалась под покровительством тётки Анны Степановны, которая была любимицей и доверенной камер-фрейлиной Екатерины II. Она дала своим племянницам блестящее по тогдашним понятиям образование, причём главное внимание обращено было на иностранные языки, включая латинский и греческий, в ущерб русскому, которому их не обучали, равно как и отечественной истории и религии.
Варвара, Вера и Анна жили вместе с ней во дворце и были назначены фрейлинами. 15 сентября 1801 года Анна Степановна Протасова была возведена в графское Российской империи достоинство, а через два дня вышел указ: «снисходя на прошение камер-фрейлины графини Анны Протасовой, пожалованное ей от нас графское достоинство Всемилостивейше распространяем и на родных её племянниц, дочерей покойного генерал-поручика Петра Протасова, фрейлин: Варвару, Веру и Анну».

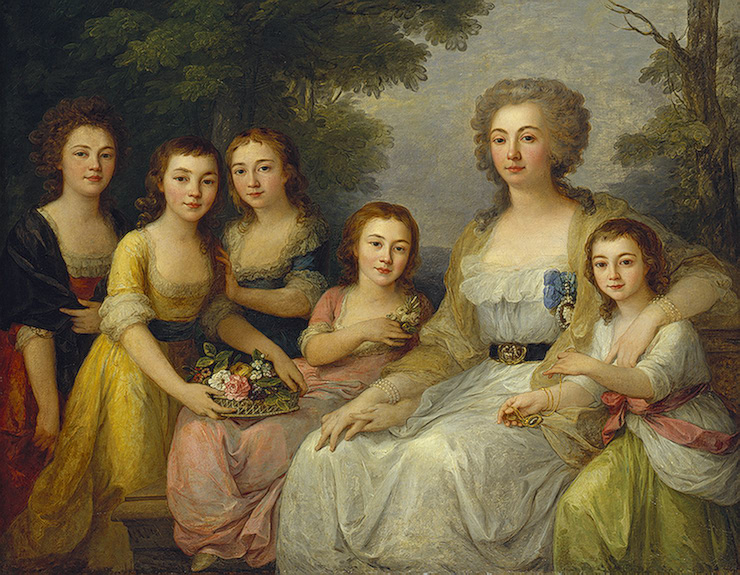
Ангелика Кауфман. «Портрет графини А. С. Протасовой с племянницами». 1788 год. Эрмитаж

10 января 1802 года в Придворной церкви Зимнего дворца Вера Петровна обвенчалась с генералом Илларионом Васильчиковым (1776—1847), сыном Василия Алексеевича и Екатерины Илларионовны, урождённой Овцыной. Несмотря на то, что брак этот не был счастливым, супруги имели двоих детей:
- Илларион (21.10.1805—1862), генерал-адъютант, киевский, волынский и подольский генерал губернатор, член Государственного Совета.
- Екатерина (10.07.1807[2]—1842), крестница Александра I и императрицы Марии Фёдоровны, с 1831 года супруга генерал-лейтенанта И. Д. Лужина.

Вместе с сёстрами Александрой Голицыной, графиней Екатериной Ростопчиной и Варварой Протасовой приняла католичество.
30 августа 1814 года за заслуги супруга была пожалована Орденом Святой Екатерины малого креста. В этом же году уже будучи безнадёжно больной чахоткой выехала с мужем за границу.
Вера Петровна Васильчикова скончалась 2 октября 1814 года и была похоронена в пределе Святого Духа церкви погоста Струпино Новгородского уезда.